# Dendromus insignis
Dendromus insignis là một loài động vật có vú trong họ Nesomyidae, bộ Gặm nhấm. Loài này được Thomas mô tả năm 1903.